# Gary Anderson (Footballspieler, 1959)
Gary Allan Anderson (* 16. Juli 1959 in Parys, Freistaat, Südafrika) ist ein ehemaliger südafrikanischer American-Football-Spieler auf der Position des Kickers. Er spielte für fünf Teams in der National Football League (NFL), davon 13 Jahre für die Pittsburgh Steelers.

## Jugend
Anderson wuchs in Durban auf. Sein Vater, ein ehemaliger Fußballprofi, kam aus Irland und war in Südafrika als protestantischer Pfarrer tätig. Seine Mutter kam aus Südafrika. Anderson wanderte mit seinen Eltern in die Vereinigten Staaten aus. Diese wollten damit gegen die bestehende Apartheid demonstrieren.

## College
Zunächst hoffte Anderson auf eine Fußballkarriere in Europa, als ihn aber der Footballtrainer seiner High School beim Trainieren zusah, war dieser überzeugt, dass es bei Anderson zu einer Footballkarriere reichen könnte. Er besorgte ihm 1978 ein Probetraining vor verschiedenen Collegescouts. Anderson überzeugte und bekam ein Stipendium von der Syracuse University angeboten. Dies kam Anderson entgegen, da er hoffte in Syracuse auch Fußball spielen zu können, was ihm von der Universitätsleitung auch zugesagt wurde. Bis 1981 spielte er dann bei den Syracus Orange so überzeugend College Football, dass er 1981 in die Auswahl der besten amerikanischen Collegespieler gewählt wurde. Unter anderem erzielte er mit 18 Field Goals in einer Saison einen Collegerekord. Insgesamt erzielte Anderson 198 Punkte während seiner Collegelaufbahn.

## Profizeit
Anderson wurde von den Buffalo Bills in der siebten Runde der NFL Draft 1982 als 171. Spieler ausgewählt. Für die Bills bestritt er nie ein Spiel und wurde kurz nach seiner Wahl auch wieder entlassen. Die Pittsburgh Steelers erkannten das Talent von Anderson und verpflichteten ihn. Nach 13 Spielzeiten bei den Steelers wechselte er für zwei Jahre zu den Philadelphia Eagles um dann für ein Jahr bei den San Francisco 49ers anzuheuern.
Im Trikot der Minnesota Vikings hatte er dann 1998 seine persönlich erfolgreichste Saison. Er verwandelte alle seine 35 Field Goals und alle seine 59 Points after Touchdown in der Regular Season. Damit war er der erste Kicker in der Geschichte der NFL dem diese perfekte Saison gelang. Allerdings verschoss er im NFC Championship Game gegen die Atlanta Falcons ein vorentscheidendes Field Goal aus 38 Yards. Minnesota verlor das Spiel anschließend nach Verlängerung und verpasste die Chance, in den Super Bowl XXXIII einzuziehen. 2003 begann Anderson die Saison bei den Vikings, wechselte dann aber zu den Tennessee Titans, da sich deren Kicker Joe Nedney verletzt hatte und ersetzt werden musste. 2004 ließ er sich nochmals von den Titans überreden und ersetzte den verletzten Nedney erneut. Danach beendete er endgültig seine Laufbahn.
Anderson spielte in 23 Spielzeiten 353-mal in der NFL und erzielte dabei 2434 Punkte. Das war damals NFL-Rekord und Anderson steht damit noch heute an der dritten Stelle der ewigen Bestenliste der NFL hinter Adam Vinatieri und Morten Andersen.

## Ehrungen
Anderson spielte viermal im Pro Bowl und ist Angehöriger des National Football League 1990s All-Decade Teams und des National Football League 1980s All-Decade Teams.

## Nach der Karriere
Anderson lebt in Canmore, Kanada und besitzt dort ein Unternehmen für Angelausrüstung.

## Quelle
- Jens Plassmann: NFL – American Football. Das Spiel, die Stars, die Stories (= Rororo 9445 rororo Sport). Rowohlt, Reinbek bei Hamburg 1995, ISBN 3-499-19445-7.

| Personendaten    | Personendaten                              |
| ---------------- | ------------------------------------------ |
| NAME             | Anderson, Gary                             |
| ALTERNATIVNAMEN  | Anderson, Gary Allan (vollständiger Name)  |
| KURZBESCHREIBUNG | südafrikanischer American-Football-Spieler |
| GEBURTSDATUM     | 16. Juli 1959                              |
| GEBURTSORT       | Parys, Freistaat, Südafrika                |